# Rhinolophus shortridgei
Rhinolophus shortridgei — вид рукокрилих родини Підковикові (Rhinolophidae).

## Поширення
Країни проживання: Китай, Індія, М'янма. Існує мало інформації для цього виду. У М'янмі був зібраний у сезонно сухому лісі.

## Загрози та охорона
Загрози для цього виду не відомі. Поки не відомо, чи вид присутній в будь-якій з охоронних територій.